# Sissert
Sissert (en rus: Сысерть) és una ciutat de l'óblast de Sverdlovsk, a Rússia, segons el cens del 2021 tenia 21.029 habitants.